# Jabolčni kis
Jabolčni kis je tekočina, ki nastane iz jabolčnika. Je bogat z mnogimi hranilnimi snovmi iz jabolk, vsebuje pa tudi spojine, ki jih v svežih plodovih ne najdemo, nastajajo namreč le v procesu nastanka kisa. Jabolčni kis vsebuje veliko kalija, ki preventivno preprečuje in blaži bolezni, ki so posledica sodobnega načina življenja. Ima dolgo tradicijo v kulinariki, zeliščarstvu in zdravilstvu.

## Uporaba v zdravilstvu
V jabolčnem kisu najdemo številne hranilne snovi, naravno prisotne v plodovih jabolk, kot so vlaknine, vitamini, flavonoidi, beljakovine, ogljikovi hidrati in minerali. Med pridobivanjem kisa, pa se v njem poveča tudi količina ocetne kisline, ki zaradi svojega protibakterijskega učinka čisti človeški organizem, pripomore pa tudi k uravnovešeni presnovi maščob v telesu.
Uporablja se kot domače protivnetno in protibakterijsko zdravilo. Ima tudi velik pomen pri preprečevanju in zdravljenju naslednjih bolezni:
- povišan holesterol
- kronična utrujenost
- pekoča zgaga
- kožne akne
- vnetje grla
- golša
- artritis
- preutrujene oči
- glavobol
- neprijeten srbež kože
- vnetje ušes
- prhljaj
- sončne opekline
- slabokrvnost

Razgrajuje minerale, proteine in maščobe v krvi in prebavnem traktu.

## Uporaba v kulinariki
Jabolči kis se uporablja za razne omake, solate in konzerviranje živil.

## Komercialno pridobljen jabolčni kis
Komercialno pridobljen jabolčni kis je filtriran, pasteriziran in destiliran, zato, da se mu podaljša življenjska doba in je bolj privlačen na pogled za kupce. Ti postopki uničijo skoraj vse zdravilne učinke jabolčnega kisa.
Zato se na tržišču pojavlja naraven nefiltriran, nepasteriziran in nedestiliran jabolčni kis v obliki kapsul, katere lahko zaužijemo kot tablete.

## Uživanje jabolčnega kisa
Jabolčni kis je priporočljivo uporabljati v vsakdanji prehrani. Dnevno je priporočena ena do dve jedilni žlici.

## Raziskave
- Jabolčni kis znižuje koncentracijo lipidov v plazmi pri zdravih in diabetičnih podganah

V raziskavi so opazovali vpliv jabolčnega kisa na koncentracijo glukoze in lipidov v plazmi pri zdravih podganah in podganah s sladkorno boleznijo. Zdrave in diabetične podgane so 4 tedne hranili s standardno hrano za živali, ki je vsebovala 6% jabolčnega kisa. Koncentracija glukoze v plazmi se po štirih tednih ni spremenila. Pri zdravih podganah, hranjenih s hrano z jabolčnim kisom pa so ugotovili zmanjšano koncentracijo LDL (low density lipoprotein; lipoproteini nizke gostote) holesterola (p<0.005) in zvišano koncentracijo HDL (high density lipoprotein; lipoproteini velike gostote) holesterola (p<0.005). Jabolčni kis je tudi zmanjšal koncentracijo serumskih trigliceridov in povišal koncentracijo HDL holesterola pri podganah s sladkorno boleznijo (p<0.005). To kaže na to, da jabolčni kis izboljša serumski lipidni profil pri zdravih podganah in podganah s sladkorno boleznijo, tako da zniža serumsko koncentracijo trigliceridov, LDL holesterola in viša serumsko koncentracijo HDL holesterola; to dognanje je lahko velikega pomena pri zdravljenju zapletov pri sladkorni bolezni.
- Poškodba požiralnika zaradi uživanja tablet z jabolčnim kisom

Izdelki iz jabolčnega kisa so široko oglaševani za zdravljenje različnih zdravstvenih stanj. Avtorji so preverjali 8 tablet z jabolčnim kisom različnih izdelovalcev. Testirali so pH in vsebnost ocetne kisline, preverjali pa so tudi protimikrobni učinek tablet. Ugotovili so veliko raznolikost med tabletami; v velikosti tablet, vsebnosti ocetne kisline, pH in dnevnih odmerkih, priporočenih na nalepkah. Po raziskavi so še vedno ostali dvomi, ali je v tabletah sploh bil prisoten jabolčni kis. Zaradi nenatančnosti na nalepkah, priporočenih dnevnih odmerkih in različnih vsebnostih v tabletah zato dvomijo v kvaliteto teh izdelkov.

## Proces nastanka
Nastane pri vrenju jabolčnika. V prvi fazi skozi alkoholno vrenje sladkor povre v alkohol in nastane t. i. cider (jabolčno vino). V nadaljevanju se alkohol na zraku veže s kisikom, nato pa se spremeni v vodo in ocetno kislino. Alkoholno vrenje povzročajo glivice kvasovke, ocetno vrenje pa bakterije.